# Железнодорожник (дом культуры, Изюм)
Дом культуры «Железнодорожник» — памятник архитектуры, дом культуры в городе Изюме Харьковской области. Строительство здания завершилось в 1926 году. Адрес: въезд Юбилейный, 3.

## История
В 1907 году в городе Изюме Харьковской области проходило строительство железнодорожного пути Харьков-Юзовка и строительство пассажирского городского вокзала. Увеличилось количество рабочих, занятых в этой сфере, в городе жили их семьи, и постепенно возникла необходимость в организации культурного центра отдыха. Был организован конкурс на определение лучшего архитектурного проекта Дома культуры железнодорожников. Победитель получил поддержку правительства и на строительство были выделены деньги.
Стройка началась в 1923 году. Был вырыт котлован. В честь начала стройки организовали праздник, на котором играл духовой оркестр. Строительство Дома культуры велось быстрыми темпами.
В 1926 году состоялось открытие Дома культуры «Железнодорожник». В качестве подарка железнодорожникам привезли инструменты для духового оркестра. В День открытия состоялся праздничный концерт, который посетила значимая часть горожан.
До начала войны директором Дома культуры был Александр Игнатьевич Лидо. После окончания войны им стал Алексей Павлович Курило.
Руководителями духового оркестра в разное время были Матвеев, Морозов, Юрий Солянников, Иван Улитин, Валерий Стриго. В 1960—1970 годах директором Дома культуры «Железнодорожник» была Нила Макаровна Гузовская. Она значительно укрепила финансовое состояние и материально-техническую базу.
В апреле 1994 года директором дома культуры было назначено Надежду Андреевну Мороку. В 1999 году учреждение стало частью коммунальной собственности, затем стало подчиняться управлению культуры. Дом культуры стал называться Дворцом молодежи и подростков «Железнодорожник». Один из коллективов дома культуры — «Кудесники» — получил звание «Образцового» первым в Изюме и стал одним из лучших на территории Харьковской области.
В Доме культуры работает Народный любительский вокальный коллектив «М-Стиль», которым руководит Людмила Митилен. В репертуар коллектива входят украинские и зарубежные песни. Участники коллектива становились победителями международных и областных конкурсов. Надежда Андреевна Морока проработала на должности директора 22 года, и ушла на пенсию. На ее место пришла Людмила Евгеньевна Гришко.
Сейчас в этом учреждении культуры работает народный любительский вокальный коллектив «М-Стиль», студия танца «Триумф», театральный кружок-студия «Волшебный сундук», студия современного танца «Ритм Денс», студия стиля и красоты «Империя грации», вокальная студия «Вива», образцовый любительский хореографический коллектив «Имидж-клас», студия декоративно-прикладного искусства «Мастерская», народный коллектив эстрадно-циркового искусства.
В 2016 году директором Дома культуры стала Людмила Евгеньевна Гришко.
Учреждение работает с понедельника по пятницу с 8 утра до 17:00. Выходные дни — суббота и воскресенье.
В 2022 году значительно пострадал в ходе боёв за Изюм. В ночь на 20 мая 2024 года частично разрушен российским ракетным ударом.
- После боёв за Изюм (2022)
- После ракетного удара (2024)